# Pierre-Hugues Herbert
Pierre-Hugues Herbert (Schiltigheim, 18 de março de 1991) é um tenista profissional francês que tem seus melhores resultados nas duplas, onde alcançou o número 2 do ranking e conquistou 23 títulos (sendo 2 de Grand Slam).

## Grand Slam

### Duplas: 1 (1 vice)
| Posição | Ano  | Campeonato      | Piso | Parceiro      | Oponentes                    | Placar   |
| ------- | ---- | --------------- | ---- | ------------- | ---------------------------- | -------- |
| Vice    | 2015 | Australian Open | Duro | Nicolas Mahut | Simone Bolelli Fabio Fognini | 4–6, 4–6 |

## ATP finais

### Duplas: 2 (1 título, 1 vice)
| Campeão – Legenda                 |
| --------------------------------- |
| Grand Slam (0–1)                  |
| ATP World Tour Finals (0–0)       |
| ATP World Tour Masters 1000 (0–0) |
| ATP World Tour 500 Series (1–0)   |
| ATP World Tour 250 Series (0–0)   |

| Títulos por Piso |
| ---------------- |
| Duro (1–1)       |
| Saibro (0–0)     |
| Grama (0–0)      |
| Carpete (0–0)    |

| Posição | N. | Data            | Torneio                                                | Piso | Parceiro          | Oponentes                    | Placar                |
| ------- | -- | --------------- | ------------------------------------------------------ | ---- | ----------------- | ---------------------------- | --------------------- |
| Campeão | 1. | 5 Outubro 2014  | Rakuten Japan Open Tennis Championships, Toquio, Japão | Duro | Michał Przysiężny | Ivan Dodig Marcelo Melo      | 6–3, 6–7(3–7), [10–5] |
| Vice    | 1. | 31 Janeiro 2015 | Australian Open, Melbourne, Austrália                  | Duro | Nicolas Mahut     | Simone Bolelli Fabio Fognini | 4–6, 4–6              |

## Singles Challenger

### Títulos (2)
| Legenda         |
| --------------- |
| Challengers (2) |

| N. | Data              | Torneio                      | Piso     | Oponente       | Placar    |
| -- | ----------------- | ---------------------------- | -------- | -------------- | --------- |
| 1. | 10 Fevereiro 2014 | Quimper, França              | Duro (i) | Vincent Millot | 7-65, 6-3 |
| 2. | 10 Novembro 2014  | Mouilleron-le-Captif, França | Duro (i) | Marsel Ilhan   | 6–2, 6-3  |